# Stereotaktická radiochirurgie
Stereotaktická radiochirurgie je metoda léčby nádorů za použití vysoké dávky ozáření s přesně definovaným cílovým objemem při minimálním poškození okolní tkáně.

## Úvod
Při klasické radioterapii dochází k pravidelnému ozařování pacienta malými dávkami záření. Naproti tomu při stereotaktické radiochirurgii je aplikována jedna vysoká dávka záření do přesně specifikovaného objemu postižené tkáně. Výhodou takového zákroku je zasažení tumoru likvidační dávkou záření za současného šetření okolní tkáně. Stereotaktickou radiochirurgií jsou léčeny nádory malé velikosti a počtu. Obvykle se léčí nádory či metastázy na mozku, páteři, plicích, prostatě. Dále je možné použit tuto metodu na těžko operovatelné nádory špatně dostupných či rizikových oblastech. Ne pro každého pacienta je stereotaktická radiochirurgie vhodná metoda.
Masové nasazení stereotaktocké radiochirurgie umožnil rozvoj zobrazovacích metod. Mezi nejpoužívanější metody zobrazování používané k zaměřování při stereotaktické radiochirurgii patří počítačová tomografie (CT z anglického computed tomography), magnetická rezonance MR(I) (z anglického magnetic resonance imaging) a pozitronová emisní tomografie PET (z anglického Positron emission tomography).

## Přístroje používané pro stereotaktickou radiochirurgii
Jedná se o přístroje buď speciálně konstruované pro stereotaktickou radiochirurgii, nebo pro její účely upravené. Průkopníkem radiochirurgie byl švédský profesor neurochirurgie Lars Leksell. První zařízení, které sestrojil používal rentgenový zářič umístěný na stereotaktickém rámu. Takto mohl z různých úhlů vysílat záření do středu rámu (izocentrum), kde se nacházela ozařovaná část tkáně, aniž by poškodil zářením okolní tkáně. Výsledkem jeho vývoje se stal Leksellův gamma nůž. Dále se používají různé úpravy lineárních urychlovačů. Nejmodernějším zařízením pro stereotaktickou radiochirurgii je kybernetický nůž.

## Leksellův gamma nůž
Lekselův gamma nůž je jedním z nejrozšířenějších zařízení pro stereotaktickou radiochirurgii. Gamma nůž tvoří půlkulová struktura s 201 zářiči radioaktivního kobaltu-60 nasměrovaných do společného ohniska. Dále obsahuje helmici s kolimátory pro zpřesnění ozařování. Pomocí stereotaktického rámu, který je připevněn k hlavě pacienta, se vymezí poloha hlavy vůči izocentru zářičů. Vzhledem prostupnosti gamma záření vydávaného kobaltem-60 musí být zařízení dobře stíněno z čehož vyplývá jeho vysoká hmotnost (cca 22 tun). Ačkoli je gamma nůž lety prověřené zařízení, jeho použití je kvůli konstrukci omezené na oblast hlavy a krční páteře.

### Průběh operace Gamma nožem
Pacientovi s diagnózou mozkového nádoru či nenádorových lézí je na hlavu upevněn stereotaktický rám. Rám obsahuje značky, které jsou viditelné pro použité zobrazovací metody. Poté je pacient převezen na vyšetření pomocí počítačové tomografie či magnetické rezonance, kde jsou opatřeny snímky mozku. Data jsou odeslána do plánovacího softwaru, který vytvoří plán zákroku. Pacient je poté umístěn na lůžko gamma nože, kde je pomocí rámu uchycen k helmici s kolimátory. Nakonec je pacient vsunut do těla gamma nože a je ozářen požadovanou dávkou záření.

## Stereotaktický lineární urychlovač
Běžný lékařský lineární urychlovač může být také použit, musí však být speciálně upraven pro stereotaxi. Zářič musí být osazen kolimátorem paprsku. Dále musí být zařízení polohovatelné. V průběhu dějin se objevily různé varianty. První variantou bylo nepohyblivé křeslo a zářič pohybující se po obloucích okolo izocentra. V roce 1986 představili Osvaldo Betti a Viktor Derechinsky lineární urychlovač s Bettiho křeslem. To umožňovalo náklon pacienta v další ose, tudíž rovnoměrnějšímu ozáření (stejné množství záření se rozprostře ve větším objemu tkáně). Dále byly představeny i sofistikovanější metody synchronizovaného pohybu křesla a urychlovače (např. Montrealská technika).

## Kybernetický nůž
Kybernetický nůž (anglicky Cyber knife) byl vynalezen v 90. letech 20. století. Jeho konstrukce spočívá v umístění zdroje rentgenového záření na rameno upraveného průmyslového robota. Takto je zajištěna téměř neomezená pohyblivost zařízení. Kybernetickým nožem lze operovat kdekoli na těle pacienta. Díky snímkování pacienta v reálném čase je možné provádět korekci polohy zářiče i když se pacient hýbe (dýchání apod.). Přesnost kybernože se pohybuje okolo 2mm.

### Průběh operace kybernetickým nožem
Nejčastěji jsou kybernetickým nožem prováděny operace plicních nádorů a metastáz. Je možné operovat nádory kostí, prostaty, jater a spousty dalších. Oproti gamma noži je pacient ušetřen umisťování v stereotaktickém rámu. Stačí když bude při zákroku v klidu ležet. Není potřeba žádná anestezie. Zákrok může být proveden i ambulantně.